# Агудат Исраэль в Молдове
Агудат Исраэль в Молдове (ивр. אֲגֻדַּת יִשְׂרָאֵל במולדובה‎) — крупнейшая в Республике Молдова культурно-религиозная еврейская организация. Начала работать с 1991 г.

Декларируемая миссия — осуществлять программы и деятельность, наполненные еврейским духовным опытом и богатством, строить динамичную и современную общину на базе традиционных ценностей еврейского народа, развивать партнерские отношения с государственными, культурными, этническими, образовательными учреждениями и объединениями в Молдове и за рубежом во имя сохранения и развития еврейского духовного наследия, привлечения новых членов общины, укрепления еврейских семей и преемственности поколений.
- Встреча с правительством Молдовы

## История
Агудат Исраэль в Молдове исторически связана со Всемирным движением Агудат Исраэль, учрежденным в 1912 г. в Катовице. Одним из основателей движения и руководителем его отделения в Бессарабии был главный раввин Бессарабии, один из крупнейших религиозных и духовных деятелей первой половины 20 в. рабби Иегуда-Лейб Цирельсон.
В настоящее время располагается в здании Сенной синагоги, построенной в 1886 г. и являющейся памятником архитектуры муниципального значения Кишинева. Синагога расположена в исторической части города и является одной из старейших действующих синагог республики.
На протяжении нескольких десятков лет Агудат Исраэль главным образом работала как ешива (религиозное учебное заведение) для мальчиков и девочек со всей республики. Среди её руководителей были такие авторитетные раввины Молдовы, как Моше Яркони, Авраам Кричевский, Мордехай Токарский и Моше Будиловский.
В 2017 г. Агудат Исраэль в Молдове возглавил раввин Пинхас Зальцман.

## Деятельность
Основными принципами, на которых базируется деятельность Агудат Исраэль в Молдове, являются еврейская духовная традиция, базирующаяся на заповедях Торы и Талмуда, постановлениях еврейских мудрецов и раввинов, многовековом духовном и культурном опыте ашкеназских евреев и истории евреев Республики Молдова.
С 2019 г. Агудат Исраэль становится ведущей еврейской общинной организацией республики, проводящей обширную работу по сохранению еврейской традиции, еврейскому неформальному образованию, продвижению еврейских ценностей и культуры.

С 2021 г. Агудат Исраэль в Молдове становится первым в Молдове членом AEPJ (Европейской Ассоциацией по сохранению еврейского наследия), а также государственного Агентства межэтнических отношений.
- Дети в главной синагоге Кишинёва

## Восстановление и поддержка общин
Помимо активной работы в Кишиневе, Агудат Исраэль проводит программы и поддерживает еврейские общины в Бельцах, Тирасполе, Рыбнице и Дубоссарах. В 2022 г. было открыто отделение организации в Тирасполе.

## Еврейская традиция
Бережно храня и соблюдая заповеди, Агудат Исраэль проводит ежедневные молитвы, отмечает все традиционные праздники, Шаббат и Авдалу. Осуществляются функции религиозного суда по оформлению документов, прохождению гиюра (переход в иудаизм), проведению церемоний брит-милы (обрезания), хупы (свадьбы). При Сенной синагоге работает полностью обновленная миква (ритуальный бассейн). Действует кошерный ресторан и пиццерия.

## Образование
Большое внимание уделяется образовательным программам для детей и взрослых. При Агудат Исраэль действует международный проект Smart J, реализуемый при поддержке Министерства по делам диаспоры Государства Израиль, Всемирного ORT и Федерации еврейских общин СНГ. Проект представляет собой платформу дополнительного образования для детей от 5 до 13 лет.
Регулярно проводятся детские площадки и лагеря, воскресные программы, уроки Торы и традиции для взрослых и детей.

## Социальные и гуманитарные программы
Помощь нуждающимся членам еврейской общины является одним из основных направлений деятельности Агудат Исраэль. Десяткам людей ежедневно предоставляется трехразовое горячее питание, для сотен нуждающихся регулярно передается гуманитарная помощь.
С начала военных действий в соседней Украине в феврале 2022 г. Агудат Исраэль приняла и оказала всевозможную помощь (проживание, питание, оформление документов, дальнейший трансфер и др.) более чем 30000 беженцев, за что была отмечена грамотами Президента Республики Молдова и Генерального примара мун. Кишинэу. В августе 2022 г. Агудат Исраэль подготовила и издала оригинальную книгу «One-way ticket» о судьбах 20 беженцев, прошедших через Молдову.
В 2023 г. Агудат Исраэль была официально уполномочена правительством Государства Израиль быть ответственной еврейской структурой в Республике Молдова за организацию и логистику паломничества более 20000 бреславских хасидов в Умань через Молдову.

## Еврейская культура и наследие

### Рашков
Особым проектом в области сохранения еврейского наследия является проект в Рашкове. Фактом исторического значения стала идентификация в 2022 г. могилы р. Шабтая бен Цви-Гирша на одном из еврейских кладбищ местечка. Работы велись непосредственно по инициативе главного раввина Молдовы Пинхаса Зальцмана. Здесь уже установлен знак организации Agudas Ohalei Tzadikim, которая несколько десятилетий занимается авторизацией и восстановлением могил известных раввинов и праведников на территории бывшего СССР, Израиля, Йемена, Сирии и Турции.
Р. Шабтай (примерные годы жизни 1655—1745), один из выдающихся учеников основателя хасидизма Бешта является автором знаменитого молитвенника, составленного по указаниям одного из величайших каббалистов истории Аризаля — Рабби Ицхака Лурии. Молитвенником рабби Шабтая пользовались и пользуются до сих пор крупнейшие раввины мира.
Рабби Шабтай также установил принятый во многих общинах обычай ежедневно читать 27-й Псалом Давида в месяце Элул перед Рош ха-Шана.
В комплексе с Большой синагогой, двумя кладбищами, десятками сохранившихся бывших еврейских домов, Рашков являет собой особенно притягательное место для желающих прикоснуться к духу истории, святости, мистики и традиции.
Агудат Исраэль в Молдове ведет работу по привлечению гостей в это значимое место, подготовке логистики и обустройству инфраструктуры для их приема.

### JT, ER, EDJC
Новыми пилотными проектами для еврейской общины стали European Routes of Jewish Heritage и Jewish History Tours, реализованные под эгидой AEPJ и при поддержке Council of Europe и Министерства культуры РМ. В рамках их реализации собрана информация о еврейской истории и локациях городов и местечек республики, созданы виртуальные туры по Кишиневу, Тирасполю, Бельцам, Оргееву и Рашкову, переведенные на 7 языков и размещенные на международных платформах.
С 2022 г. Агудат Исраэль впервые в Молдове стала проводить мероприятия, приуроченные к Европейскому дню еврейской культуры, которые проходят с 1999 г. под эгидой AEPJ в десятках стран континента.

### Холокост
Увековечение памяти о событиях и жертвах Холокоста — важнейшая задача Агудат Исраэль. Были подготовлены оригинальная выставка «Раввины Европы в годы Холокоста» , представленная в Агентстве межэтнических отношений, и уникальная инновационная выставка «Осколки разбитых жизней», представленная в крупнейшем выставочном Центре Кишинева Artcor.
Регулярно проводятся памятные программы к датам Йом-ха-Шоа (Дню Катастрофы) и Хрустальной ночи.

## Партнеры
В число партнеров Агудат Исраэль в Молдове входят местные государственные структуры, включая Министерство культуры, Министерство иностранных дел и европейской интеграции, Министерство внутренних дел, Агентство межэтнических отношений, Муниципалитет Кишинева, Международный аэропорт Кишинева и др., международные еврейские организации, в том числе Agudath Israel of America, United Hatzalah (Israel), Orthodox Union, Conference of European Rabbis, Jewish Federations of North America, Nacht Family Foundation, HIAS, The Together Plan (UK), Mosaic United, Bnei Brit Foundation, Hillel Jewish Students Organization of Moldova, American Jewish Joint Distribution Committee, JAFI и многие другие. Агудат Исраэль тесно взаимодействует и с дипломатическими миссиями в Молдове, в частности посольствами Израиля, США, Германии, Италии, Швеции, Азербайджана, Украины. Также Раввин Шалом Ноах Мандель, руководитель организации "Шма Исраэль", автивно помгает Агудат Исраэль в Молдове.